# Rue René-Clair
 (septembre 2014).
Si vous disposez d'ouvrages ou d'articles de référence ou si vous connaissez des sites web de qualité traitant du thème abordé ici, merci de compléter l'article en donnant les références utiles à sa vérifiabilité et en les liant à la section « Notes et références ».
La rue René-Clair est une voie du 18e arrondissement de Paris, en France.

## Situation et accès
La rue René-Clair est orientée globalement nord-sud, dans le 18e arrondissement de Paris. La rue est à proximité des voies des gare du Nord. Elle commence au 110, rue des Poissonniers et se termine en impasse.
Cette voie abrite principalement des bureaux partagés, dits incubateurs de start-up.

## Origine du nom

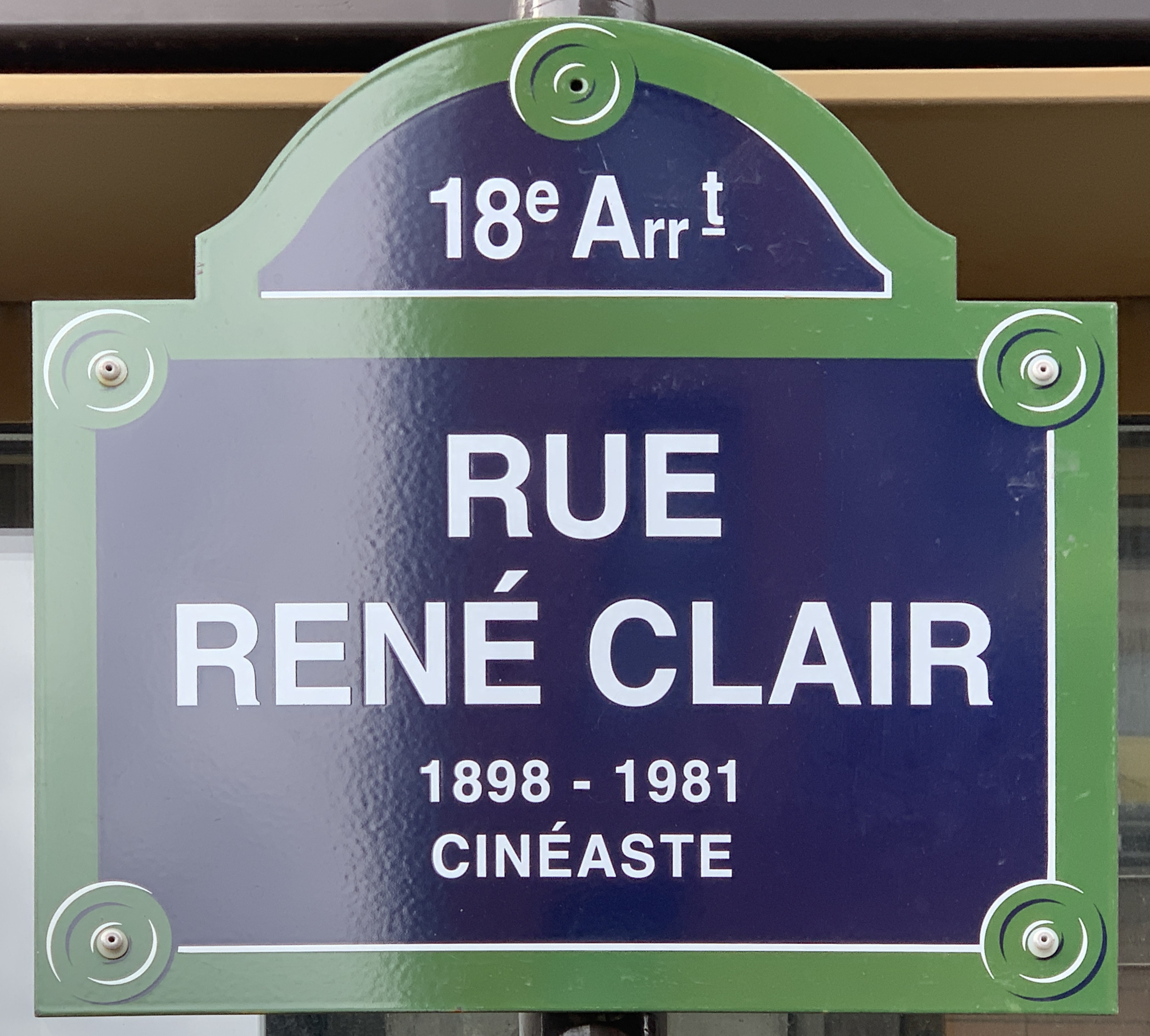
Plaque de la rue.

Elle porte le nom du réalisateur, scénariste et écrivain français René Clair (1898-1981). 

## Historique
La voie est créée dans le cadre de l'aménagement du secteur 110-122, rue des Poissonniers sous le nom provisoire de « voie CI/18 » et prend sa dénomination actuelle lorsqu'elle est rendue publique le 13 février 2014.